# Alexander Kaufmann
Alexander Kaufmann (ur. 14 maja 1817 w Bonn, zm. 1 maja 1893 w Wertheim) – niemiecki poeta i folklorysta.

## Dzieła
- Cäsarius von Heisterbach. Ein Beitrag zur Kulturgeschichte des zwölften und dreizehnten Jahrhunderts. (Köln: Heberle, 1850; 2. Aufl. 1862)
- Gedichte (1852)
- Mainsagen (1853)
- Thomas von Chantimpré (1899)
- Trentalle Sancti Gregorii (1888-1890)
- Unter den Reben (1871)
- Bilder aus dem Klosterleben des 12. und 13. Jahrhunderts, I Würzburger Chilaneum Bd. I (1862)
- Annalen des historischen Vereins für den Niederrhein, insbesondere die alte Erzdiöcese Köln *Dialogus miraculorum ("Dialog über die Wunder") von Caesarius von Heisterbach.